# Thomas Bloch

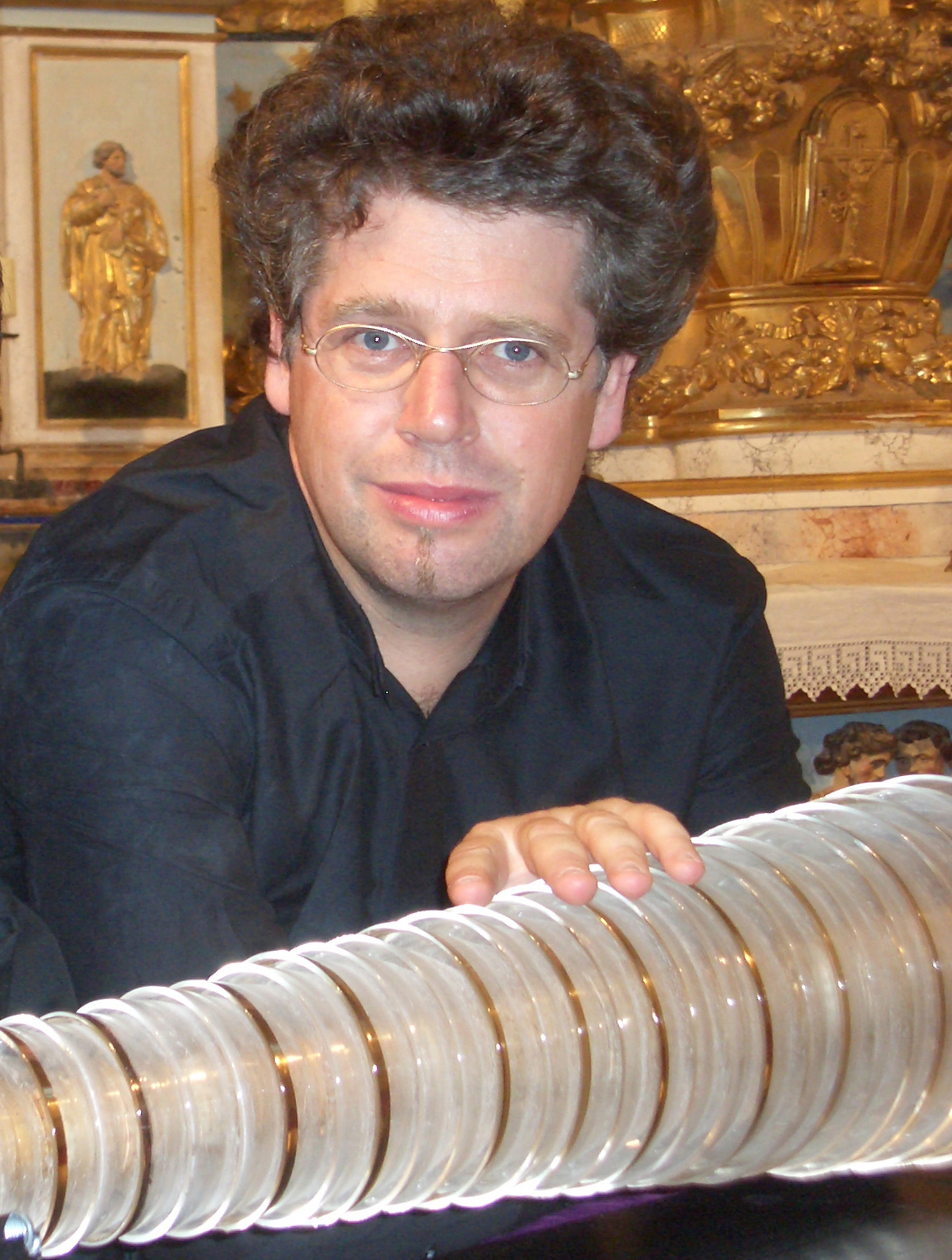
Thomas Bloch – harmonika szklana (2007)

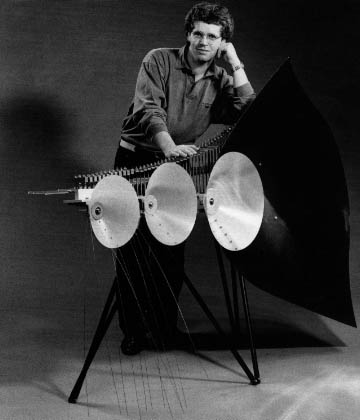
Thomas Bloch – cristal Baschet (1992)

Thomas Bloch (ur. w 1962 r.) – mieszkający w Paryżu francuski instrumentalista, solista, grający na rzadkich instrumentach, takich jak fale Martenota, harmonika szklana czy cristal Baschet. Wykonuje muzykę poważną – w tym baletową, teatralną, filmową, także rock i world music. Jest również kompozytorem i producentem.
Ukończył Conservatoire National Supérieur de Musique w Paryżu w klasie gry na falach Martenota u Jeanne Loriod i muzykologię na Uniwersytecie w Strasburgu.
Obecnie uczy gry na falach Martenota w strasburskim Konserwatorium, jest dyrektorem muzycznym festiwalu w Evian oraz prowadzi prezentacje swoich instrumentów w paryskim Musée de la Musique.
Wziął udział w ponad 2500 koncertach. Współpracował m.in. z takimi artystami, jak grupa Radiohead, Gorillaz, Damon Albarn, Tom Waits, Marianne Faithfull, Miloš Forman (muzyka do filmu Amadeusz), Isabelle Huppert, Émilie Simon (muzyka do filmu Marsz pingwinów L. Jacqueta), Walerij Giergijew, Antoni Wit, Fred Frith, Lindsay Cooper, Sally Potter, Lara Fabian, Vanessa Paradis, Zazie czy Marie Laforêt.
Został zaproszony do pierwszego dwudziestowiecznego wykonania oryginalnej wersji – ze szklaną harmoniką – sceny obłędu Łucji w operze Łucja z Lammermooru Donizettiego w mediolańskiej La Scali. Wykonał też partię fal Martenota w Trzech małych liturgiach Messiaena na stulecie Filharmonii Narodowej (koncert pod dyr. A. Wita). Często występuje w salach koncertowych Paryża (Théâtre des Champs Élysées, Théâtre du Châtelet, Olympia, Salle Pleyel i Cortot, Auditorium du Louvre i in.), a także w Concertgebouw w Amsterdamie oraz Tonhalle w Zurychu. Koncertował niemal na całym świecie, również w ramach festiwali, m.in. w Lucernie, Maggio Musicale we Florencji, La Chaise-Dieu i Présences w Paryżu, Musica w Strasburgu, Pablo Casalsa w Prades oraz Beethovenowskiego w Bonn.
Artysta każdego roku przedstawia 10 do 15 premierowych wykonań nowych utworów. Jest również pierwszym muzykiem, który zagrał bez przerwy 24-godzinny utwór fortepianowy Vexations Erika Satie. Brał udział w ponad 200 programach telewizyjnych i radiowych. 
Otrzymał Classical Music Award, przyznawaną przez krytyków europejskich podczas Midem (Cannes), nagrodę Gramophone Editor’s Choice, tytuł Best of the Year 2001 magazynu Audiophile i Choc du Monde de la Musique – za interpretację Symfonii Turangalîla Messiaena (nagranie dla Naxos/NOSPR, Antoni Wit, François Weigel) oraz nagrody – w ramach Les Victoires de la Musique, Prix de l’Académie Charles Cros i czterokrotnie za najlepsze nagrania muzyki filmowej podczas Festival Mondial de l’Image Sous-Marine w Antibes (Francja).
Thomas Bloch nagrywał dla wielu wytwórni płytowych – Columbia, EMI, Erato, Deutsche Grammophon, Harmonia Mundi, Philips, RCA, Sony Classical, Toshiba, Naïve, K617. W ostatnich kilku latach ukazało się nakładem wytwórni Naxos około 10 płyt z zapisem solistycznych dokonań artysty.

## Web
- Thomas Bloch official website – http://www.thomasbloch.net
- Thomas Bloch – Fale Martenota, harmonika szklana czy cristal Baschet (Youtube)